# Travis Leslie
Pour les articles homonymes, voir Leslie.
Travis Leslie, né le 29 mars 1990 à Atlanta en Géorgie, est un joueur américain de basket-ball. Il évolue aux postes d'arrière et d'ailier.

## Biographie
Leslie est drafté en NBA en 2011 par les Clippers de Los Angeles. Il joue peu et est prêté au Jam de Bakersfield, club de NBA Development League.
Lors de la saison 2012-2013, il rejoint le Jazz de l'Utah mais n'y joue pas et est de nouveau prêté en D-League, aux Warriors de Santa Cruz. Leslie est nommé dans la seconde équipe-type de la saison. Il participe aussi au All-Star Game de D-League dont il est élu MVP.
Le 18 août 2013, il signe un contrat avec la JSF Nanterre, club de première division français. Il participe au match des champions 2013 où Nanterre s'incline 81 à 72 contre le Paris Levallois Basket. Dans cet unique match joué avec Nanterre, il termine avec 17 points, 8 rebonds, 3 passes décisives pour 19 d'évaluation en 26 minutes. Néanmoins, il ne convainc pas l'encadrement de la JSF et est libéré en septembre et remplacé par Je'Kel Foster. Il signe quelques jours plus tard avec l'ASVEL Lyon-Villeurbanne.
Le 13 janvier 2014, l'ASVEL et Leslie se séparent à l'amiable et Leslie signe peu après un contrat jusqu'à la fin de la saison avec le KK Šiauliai, club de première division lituanienne,.
Le 23 juillet 2014, il reste en Lituanie et s'engage avec le Lietuvos rytas.
Le 14 août 2015, il part en Allemagne et signe à Bayreuth.
Le 30 octobre 2016, il est sélectionné à la 4e position de la draft de la D-League par les Mad Ants de Fort Wayne. Avec les Mad Ants, il participe à 48 rencontres et tourne à 13,85 points par match sur la saison 2016-2017.
Le 9 août 2017, il s'engage avec le club australien des Sydney Kings avec lequel il dispute huit rencontres.
Le 12 novembre 2017, il revient en France et signe chez les Levallois Metropolitans en remplacement de Daniel Nwaelele.
Le 8 octobre 2018, il rejoint le Boulazac Basket Dordogne.
Le 20 juin 2019, Leslie signe avec l'Élan béarnais Pau-Lacq-Orthez pour la saison 2019-2020.
Au mois de juillet 2020, il s'engage avec Châlons-Reims pour une saison.
À l'été 2021, Leslie joue avec le club portoricain des Leones de Ponce. En décembre 2021, il rejoint jusqu'à la fin de la saison le Real Betis, en première division espagnole,.

## Palmarès

### Distinctions personnelles
- Joueur du mois en D-League (décembre 2012)
- All-NBA D-League Second Team (2012-2013)
- Sélectionné au NBA Development League All-Star Game (2013)
- MVP du NBA Development League All-Star Game (2013)
- Vainqueur du concours de dunks du All-Star Game LNB 2013 à Paris-Bercy